# Aram Hakobyan
Aram Hakobyan (in armeno Արամ Հակոբյան?; Erevan, 15 agosto 1979) è un ex calciatore armeno, centrocampista o attaccante.
È stato uno dei migliori marcatori del torneo armeno. Durante la sua prolifica carriera mise a segno 109 gol, tutti segnati in patria, ad eccezione dell'unica rete segnata con la maglia dello Stal' Alčevs'k, società ucraina.
Inoltre vanta 17 presenze ed 1 marcatura nella Nazionale maggiore.

## Caratteristiche tecniche
Centrocampista offensivo, era un trequartista.

## Palmarès

### Club
- Campionato armeno: 2

P'yownik: 1996-1997
Araks Ararat: 2000
- Coppa d'Armenia: 2

Araks Ararat: 1999
Banants: 2007

### Individuale
- Calciatore armeno dell'anno: 2

2003, 2005
- Capocannoniere del Bardsragujn chumb: 1

2006 (25 reti)